# Traductor universal
El traductor universal és un dispositiu de fictici comú a moltes obres de ciència-ficció, especialment a la televisió. Descrit per primera vegada el 1945 en la novel·la de Murray Leinster de "First Contact", l'objectiu del traductor universal és una traducció d'un idioma a un altre a temps real.
En moltes sèries de ciència-ficció, s'utilitza el traductor universal per excusar-se que totes les espècies (especialment les que acaben de conèixer) parlin en la mateixa llengua, ja que sinó els guions serien inviables.
Mentre que un traductor universal, sembla poc probable, a causa de la necessitat evident que la telepatia, els científics segueixen treballant per similars tecnologies en el món real entre llengües conegudes.